# Instituto Nacional de Migración
Das Instituto Nacional de Migración (INM, Nationale Einwanderungsbehörde) ist die Einwanderungsbehörde Mexikos. Das Institut wurde 1993 durch ein Dekret des Präsidenten Carlos Salinas de Gortari gegründet und verfügt heute über 32 Regionalbüros. Vom 7. Dezember 2006 bis 14. September 2010 war Cecilia Romero die Leiterin.
Menschenrechtsorganisationen wie Amnesty International und Ärzte ohne Grenzen bezeichnen die Behörde als zerfallende Institution, die vom organisierten Verbrechen infiltriert sei, Illegalität und Korruption begünstige und Missbräuche durch Beamte und Kriminelle toleriere. Bei „Stichprobenkontrollen“ würden die Betroffenen einem sogenannten Racial Profiling ausgesetzt: Mexikaner mit dunkler Hautfarbe und Merkmalen der Maya würden mit Bürgern weiter südlich gelegener zentralamerikanischer Staaten verwechselt. Zu den Kritikern gehört auch der katholische Priester Alejandro Solalinde.